# Autoestrada A17 (Itália)
A Autoestrada A17 foi uma autoestrada da Itália que servia como conexão entre Nápoles e Bari. Em 1973 quando se inaugurou um segmento de autopista entre Lanciano e Canosa, foi decidido integrar a rodovia entre essa última e a capital da região da Apúlia ao traçado do que viria a ser a A14, incorporando o trecho restante na atual A16. A denominação "A17" foi posta em desuso e nunca utilizada novamente em outra rodovia do país.